# Галичина (футбольный клуб, Дрогобыч)
«Галичина» — украинский футбольный клуб из города Дрогобыча.

## Прежние названия
- 1989— СФК «Дрогобыч»
- с 1990 — ФК «Галичина»

## История
23 декабря 1989 года на общем собрании общественности Дрогобыча был утверждён статут ФСК «Дрогобыч». Президентом клуба был назначен Хосе Турчик, возглавлявший до этого другую дрогобычскую команду «Нефтяник». Проведя консультации с генералом Григорием Комкамидзе и главным тренером «СКА-Карпаты» (Львов) Самариным, Турчик договорился о том, что с 1 января 1990 года команда СКА переходит под юрисдикцию нового городского клуба «Дрогобыч», с 85 процентным финансированием с ПрикВО. 20 января в городском Доме культуры состоялась презентация футбольной команды «Галичина».
В чемпионате 1992 года «Галичина» выступала в первой лиге, все следующие годы команда провела во второй лиге (11 сезонов). В 2003 году команда покинула вторую лигу. Через 2 года коллектив удалось восстановить. В 2005—2006 годах клуб выступал в чемпионате львовской области, показывал не совсем стабильный футбол, но считался одним из середняков лиги. 2005 год «Галичина» завершила на 4 месте областного чемпионата. В июле 2006 года. из-за нехватки средств снялась с соревнований.
В начале 2008 года Дрогобычский городской совет принял решение про восстановление муниципального футбольного клуба «Галичина». На одном из заседаний местной федерации футбола было принято решение заявиться на областной чемпионат Львовщины. Команда просуществовала несколько месяцев, заняла 13 место в чемпионате и вновь прекратила существование.

## Достижения
- Высшее место в чемпионатах Украины — 11 (первая лига, 1992).
- Высшее положение в кубке Украины — 1/8 (1996).